# Valeria Mazza
Valeria Raquel Mazza (Rosário, 17 de fevereiro de 1972) é uma supermodelo e empresária argentina.
Foi descoberta na Argentina e começou a sua carreira de modelo com apenas 16 anos.Conquistou fama internacional e tornou-se o rosto da Guess.
Mazza tornou-se popular após aparecer na capa da revista Sports Illustrated Swimsuit Issue em 1996 com Tyra Banks.Foi convidada em 2004 para a edição especial comemorativa do 40º aniversário, posando junto das principais modelos que fizeram a história e o sucesso da revista: Christie Brinkley, Heidi Klum, Elle Macpherson, Cheryl Tiegs, Tyra Banks, Rachel Hunter, Stacey Williams, Paulina Porizkova, Vendela Kirsebom e Roshumba Williams.
Em 9 de Maio de 1998, Valeria casou com o empresário Alejandro Gravier. O casal teve quatro filhos, sendo três meninos: Balthazar (1999), Tiziano (2002), Benicio (2005) e uma menina: Taína (2008).